# Royal S. Copeland
Royal Samuel Copeland, född 7 november 1868 i Dexter, Michigan, död 17 juni 1938 i Washington DC, var en amerikansk läkare, professor och politiker. Han var republikansk borgmästare i Ann Arbor 1901-1903 och demokratisk ledamot av USA:s senat från New York 1923-1938.
Copeland avlade sin grundexamen vid Michigan State Normal College (numera Eastern Michigan University). Han arbetade 1888 som lärare i Sylvan Township, Michigan och avlade 1889 sin läkarexamen vid University of Michigan. Han bedrev fortsatta studier i Europa och arbetade som läkare i Bay City, Michigan. Han var professor vid University of Michigans medicinska fakultet 1895-1908. Professor Copeland engagerade sig i kommunalpolitiken i Ann Arbor som republikan och var borgmästare i universitetsstaden i två år.
Han gifte sig 1908 med Frances Spalding och flyttade till New York. Han var dekanus vid New York Flower Hospital and Medical College 1908–1918. Därefter var han ordförande i New Yorks hälsonämnd 1918-1923. Hans förmåga att hålla befolkningen lugn under influensaepidemin uppskattades.
Han bytte parti till demokraterna och utmanade framgångsrikt sittande senatorn William M. Calder i 1922 års kongressval. Han var ledamot av USA:s senat från 4 mars 1923 fram till sin död. Senator Copeland var 1937 demokraternas kandidat till borgmästare i New York men förlorade mot republikanen Fiorello La Guardia.
Hans grav finns på Mahwah Cemetery i Mahwah, New Jersey.